# Pałac w Niedźwiedzicach
Pałac w Niedźwiedzicach – zabytkowy pałac w Niedźwiedzicach – wsi w Polsce, w województwie dolnośląskim, w powiecie legnickim, w gminie Chojnów.

## Historia
Obiekt wybudowany w  1748 jest częścią zespołu pałacowego, w skład którego wchodzą jeszcze: park krajobrazowy z XVIII–XIX w.,  z 13 okazami pomnikowych dębów; folwark, z czwartej ćwierci XIX w.: cztery oficyny mieszkalne; dom ogrodnika; stajnia; dwie obory; budynek gospodarczy.